# فرنسيس جويس
فرنسيس جويس (16 ديسمبر 1886 - 23 سبتمبر 1958) (بالإنجليزية: Francis Joyce)‏ هو لاعب كريكت بريطاني (وحمل سابقاً جنسية المملكة المتحدة لبريطانيا العظمى وأيرلندا).